# زنجیر (فیلم ۲۰۱۳)
زنجیر (به هندی: Zanjeer) فیلمی محصول سال ۲۰۱۳ و به کارگردانی آپوروا لاکیا است. در این فیلم بازیگرانی همچون رام چاران، پریانکا چوپرا، سانجی دات، پراکاش راج، ماهی گل ایفای نقش کرده‌اند.